# Jamestown Foundation
The Jamestown Foundation (deutsch Jamestown-Stiftung) ist ein US-amerikanischer Think Tank, der 1984 als eine nichtstaatliche Organisation (501(c)(3) non-profit organization) gegründet wurde. Erklärtes Ziel der Stiftung ist es, Entscheidungsträger über Ereignisse und Trends zu informieren und aufzuklären, die ihrer Meinung nach von „strategischer“ Bedeutung für die Vereinigten Staaten sind. Die Stiftung stellt ihr Material nach eigener Auffassung „ohne politische Voreingenommenheit, Filter oder Agenda“ bereit.

## Die Foundation
Ursprünglich wurde die Stiftung geschaffen, um Überläufern – vor allem aus dem Kreis der Diplomaten und Intellektuellen – ihre normale Sozialisierung in die amerikanische Gesellschaft und eine wohlhabende Existenz zu erarbeiten. Sie wurde von einer Gruppe von Geschäftsleuten aus Chicago zusammen mit Vertretern der United States Intelligence Community (IC; deutsch Nachrichtendienstgemeinschaft der Vereinigten Staaten) gegründet.
Nach dem Zusammenbruch der Sowjetunion bezeichnete die Stiftung es als ihre Aufgabe, „politische Entscheidungsträger und die breitere politische Gemeinschaft über Ereignisse und Trends in jenen Gesellschaften zu informieren und aufzuklären, die für die Vereinigten Staaten strategisch oder taktisch wichtig sind und die den Zugang zu solchen Informationen häufig einschränken. Es ist oft die einzige Quelle für Informationen, die über offizielle oder nachrichtendienstliche Kanäle verfügbar sein sollten, es aber nicht immer sind, insbesondere in Bezug auf Eurasien und Terrorismus.“
Glen Howard wurde der Leiter der Stiftung. Zum Vorstand der Stiftung gehörten der ehemalige nationale Sicherheitsberater des US-Präsidenten Zbigniew Brzeziński und der ehemalige CIA-Direktor James Woolsey.

## Vorstand
Die Stiftung hat einen mehrköpfigen Vorstand. Der derzeitige Vorsitzende ist (Angaben nach dem Stand vom 23. März 2021): Willem de Vogel  (Chairman), Mitglieder sind: Matthew Bryza, Michael Carpenter, James G. Gidwitz, Patrick W. Gross, Michael V. Hayden, General, U.S. Air Force (Ret.), Bruce Hoffman, Michael E. Kavoukjian, Timothy Keating, Admiral, U.S. Navy (Ret.), John P. Oswald, William B. Richards, Scott Robins, Clinton I. Smullyan, Brig. Gen. (ret.) Robert Spalding, Robert Spring, Michelle Van Cleave, Michael Vickers, Arthur Waldron.
Zu (weiteren) früheren Mitgliedern zählen: Zbigniew Brzeziński, Barbara Buchanan, James H. Burnley, Peter C. Cook, Diana Denman, Edward O. Gaylord, Marshall I. Goldman, Ralph Hauenstein, James Hauslein, Artemis A. W. Joukowsky, Woody N. Peterson, Alfred Regnery, Clinton I. Smullyan, Michelle Van Cleave, Arthur Waldron, Dick Cheney und Marcia Carlucci (die Frau von Frank Carlucci).

## Aktivitäten
Die Jamestown Foundation erhält ihre Informationen über offizielle Kanäle und Geheimdienstkontakte.
Die Organisation wurde 1984 mit Unterstützung der CIA gegründet, als einige Überläufer aus dem Ostblock ihre Unzufriedenheit darüber äußerten, dass sich ihre Karrierechancen verschlechtert hätten. Die Stiftung wurde von William Geimer, einem Washingtoner Anwalt, geleitet, unter dessen Leitung die Memoiren von Arkadi Schewtschenko, einem bevollmächtigten Botschafter der Sowjetunion und hochrangigen sowjetischen Überläufer des Kalten Krieges, der 1978 die US-Staatsbürgerschaft erhielt, veröffentlicht wurden. Außerdem wurden die Memoiren von Ion Pacepa, dem ehemaligen Chef des rumänischen Geheimdienstes, veröffentlicht.

## Publikationen
Heutzutage veröffentlicht die Stiftung verschiedene Periodika:
- China Brief
- Eurasia Daily Monitor
- Terrorism Monitor
- Militant Leadership Monitor
- Hot Issues

„Special Projects“ sind:
- Russia in Decline
- Russia in the Middle East

Laut der Website der Stiftung werden die Publikationen häufig von Analysten und Gesetzgebern der US-Regierung genutzt.
Aktuelle Schwerpunkte des Think Tanks sind Themenbereiche wie China, Russland, Eurasien und globaler Terrorismus.

## Verschiedenes
Im Jahr 2020 wurde die Jamestown Foundation von Russland als „unerwünschte Organisation“ eingestuft.
Der für die Organisation arbeitende „Uigurenforscher“ Adrian Zenz erhielt im März 2021 ein Einreiseverbot für China.